# 大門果琳
大門 果琳（だいもん かりん、1999年6月9日 - ）は、神奈川県出身の子役出身元アイドル。

## 経歴・人物
特技はクラシックバレエ、ブリッジ、短距離走。
プラチナムプロダクション傘下のプラチナムピクセルに所属していた。
2016年から2019年10月までアイドルグループ「26時のマスカレイド」で活動した。同グループ脱退と共に芸能界も引退。

## 出演

### テレビドラマ
- 「薔薇のない花屋」（2008年、フジテレビ） - クラスメイトレギュラー
- 「チーム・バチスタの栄光」（2008年、フジテレビ） - 垣谷絵美 役
- 「シバトラ」（2008年、フジテレビ） - リカ（幼少期）役
- 金曜ドラマ「派遣のオスカル～少女漫画に愛をこめて」（2009年、NHK総合） - 森谷初音 役
- 「とめはねっ! 鈴里高校書道部」第3話（2010年、NHK総合） - 結希（幼少期）役
- スペシャルドラマ「明日もまた生きていこう」（2010年10月25日、TBS） - 主人公 横山友美佳（幼少時代）役
- 「ハンチョウ～神南署安積班～シリーズ4」第8話（2011年5月30日、テレビ朝日） - 林田綾香 役

### ラジオ番組
- GIRLS♥GIRLS♥GIRLS =RED ZONE= ニジマスの今宵も一緒に踊りましょ?（2019年7月9日 - 引退まで レギュラー 毎週火曜日23:00～23:30、FM FUJI）

### CM
- 日本食研「晩餐館 焼肉のたれ」～肉が旨くなる篇 / その後のバンコ篇～

### 舞台
- 喜劇「売らいでか!-亭主売ります-」（梅田芸術劇場） - まり子 役
- 「細雪」（明治座） - 悦子 役
- 劇団東俳自主公演 合同公演「真夏の夜の夢」 - プチ 役
- 劇団東俳自主公演 レモン劇場「ピノッキオ」 - イギリス人形メアリー 役

### その他
- UR賃貸住宅「秋キャンペーン」イメージ広告